# Niella Belbo
Niella Belbo es una localidad y comune italiana de la provincia de Cuneo, región de Piamonte, con 425 habitantes.

## Evolución demográfica
| Gráfica de evolución demográfica de Niella Belbo entre 1861 y 2001 |
|                                                                    |
| Fuente ISTAT - elaboración gráfica de Wikipedia                    |